# Хескет (команда Формулы-1)
Хескет (англ. Hesketh) — спортивная команда, участник чемпионата мира по автогонкам в классе Формула-1 с 1973 по 1978 год.

## Рождение команды
В 1972 году эксцентричный английский лорд Александр Хескет и его друг, гонщик Энтони «Бабблз» Хорсли, ради развлечения создают гоночную команду для участия в европейской «Формуле-3».
Хорсли имел мало гоночного опыта, что отражалось на результатах команды.
Затем лорд Хескет нанял Джеймса Ханта - гонщика, который имел репутацию «пилота-лихача» и «охотника за авариями», из-за чего часто оставался без команды. Хескет взял Ханта в качестве одного из своих гонщиков в «Формулу-3».
Hesketh Racing быстро приобрела репутацию команды-«плейбоев»: члены команды приезжали на гонки на автомобилях «Rolls-Royce», пили шампанское независимо от результатов и веселились всей командой в пятизвездочных отелях.
Команда специально изготовила нашивку для костюма Джеймса Ханта, надпись на которой гласила: «Секс - завтрак чемпионов».
К середине сезона Джеймс Хант и Энтони Хорсли разбили свои болиды.
Хорсли решил закончить карьеру гонщика, став у руля команды, лорд Хескет арендовал автомобиль «Формулы-2» компании March до конца 1972 года, а на 1973 год купил Ханту болид «Формулы-2» компании Surtees, который тот разбил на внеочередном Гран-при По.
Хескет рассудил, что расходы на участие в высшей лиге едва ли дороже, чем в «Формуле-2», и решил перевести команду в «Формулу-1».
В результате Hesketh Racing стала полноценным участником «Формулы-1» в сезоне 1974/1975 года.

## Успех Джеймса Ханта в Формуле-1

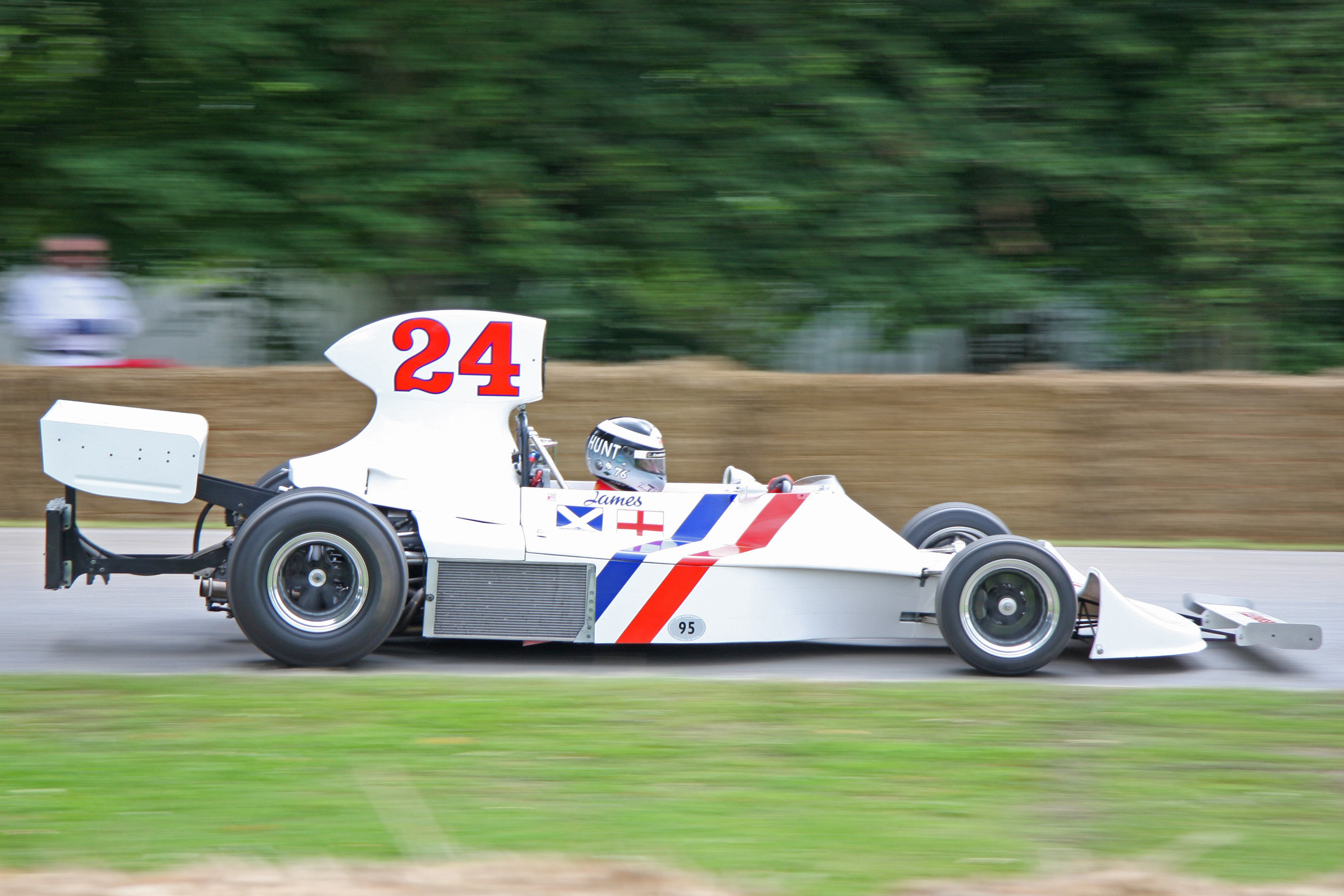
Hesketh 308B Джеймса Ханта в Гудвуде 2008 год.

В 1973 году лорд Хескет арендовал Surtees TS9 для Гонки Чемпионов в Брэндс-Хэтч, в которой Хант финишировал третьим. Этот успех привел к покупке March 731. Вместе с этим Хескет пригласил молодого конструктора команды «March», Харви Постлтуэйта, чтобы модифицировать шасси, работая в принадлежащем Хескету особняке Easton Neston. Автомобиль дебютировал на Гран-при Монако 1973 года. Хант шёл на 6 месте, однако до финиша не добрался из-за поломки двигателя. На следующем Гран-при, во Франции, Хант финишировал 6-м, затем 4-м в Великобритании, 3-м в Голландии и в финальном Гран-при США занял 2-е место.
К сезону 1974 года Постлтуэйт разработал абсолютно новый автомобиль для команды, Hesketh 308. Машина была готова к гонке «Silverstone International Trophy», которую Хант выиграл. В Формуле-1 автомобиль дебютировал на Гран-при Испании. Машина оказалась хорошая, позволив занять три третьих места на Гран-при Швеции, Австрии и США. В 1975 году, несколько 308-х были проданы частным командам «Harry Stiller Racing» и «Polar Caravans», в то время как ещё сама модель 308 была модифицирована для Ханта. В то же время Хорсли стал весьма эффективным и компетентным руководителем команды, и под его руководством команда двигалась вперед.
Хант набрал огромную популярность, победив в переменчивых условиях на Гран-при Нидерландов, опередив Ники Лауду, а также лидировав на Гран-при Великобритании и Австрии. В чемпионате Хант занял 4-е место.

## Эпоха после Ханта

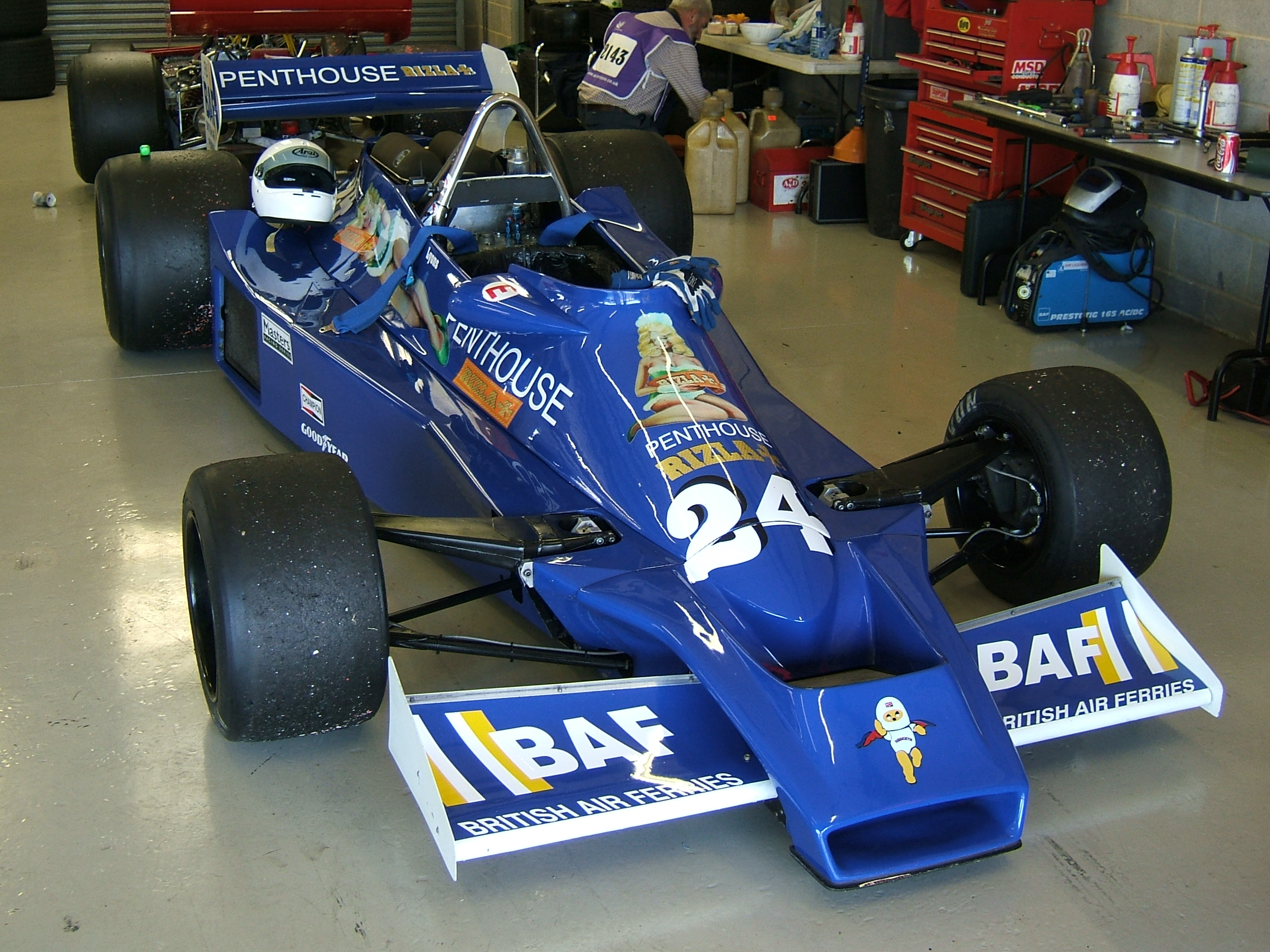
Hesketh 308E 1977 года в цветах Penthouse Rizla Racing.

В начале 1976 Хант получил предложение занять место Эмерсона Фиттипальди в «McLaren» и покинул команду. Лорд Хескет испытывал финансовые трудности (команда не имела спонсоров), и решил покинуть «Формулу-1». Тем не менее, имя «Hesketh» ещё будет жить в Формуле-1, в менее гламурных условиях. Во-первых, Постлтуэйт передал обновлённый дизайн 308c команде «Wolf». Во-вторых, Хорсли модернизировал 308 до 308D и продолжил выступления как «Hesketh Racing». Харальд Эртл стал пилотом, а спонсорами стали «Penthouse Magazine» и «Rizla». Гай Эдвардс выступал на втором автомобиле на Гран-при Бельгии, а Алекс Рибейру принёс часть денежных средств в конце года. Лучшим результатом команды стало 7-е место Эртла на Гран-при Великобритании.
В сезоне 1977 Фрэнк Дерни разработал новый Hesketh 308E, а Руперт Киган стал вторым пилотом. Также в том сезоне на третьем автомобиле выступал Эктор Ребаке, таким методом Хорсли просто пытался привлечь дополнительные деньги в команду. Эртл покинет команду, ему на замену придёт Ян Эшли. Лучшим результатом команды стало 7-е место Руперта Кигана на Гран-при Австрии.
Сезон 1978 года команда начала с единственной машиной, при поддержке компании «Olympus». Автомобиль был едва модернизирован, и Дивина Галица не прошла квалификацию в двух первых гонках. Эдди Чивер принял участие в Гран-при ЮАР, но сошёл из-за поломки. Следующим пилотом стал Дерек Дейли. Во влажных условиях гонки «Silverstone International Trophy» Дэйли сражался за лидерство с «McLaren» Ханта, однако в шлем попал камень и на этом его гонка была закончена. Однако в следующих трёх гонках Формулы-1 он не смог пройти квалификацию и команда была расформирована.